# Адигейська (Черкеська) автономна область
Адигейська (Черкеська) автономна область, Адигейська (Черкеська) АО — адміністративно-територіальна одиниця РРФСР, що існувала з 27 липня 1922 по 3 серпня 1928 року.
Адміністративний центр — місто Краснодар (що не входив до складу області).

## Історія
27 липня 1922 Президія ВЦВК прийняло постанову — виділити з Краснодарського і Майкопського відділів Кубано-Чорноморської області територію, населену черкесами (адиги) і утворити на ній Черкеську (Адигейську) автономну область з центром у місті Краснодар. Спочатку до її складу увійшли 3 округи: Псекупський (аул Тахтамукай), Фарський (аул Хакурінохабль), Ширванський (аул Адамій).
24 серпня 1922 Черкеська (Адигейська) автономна область була перейменована в Адигейську (Черкеську) автономну область.
24 жовтня 1923 замість 3 округів в області утворюється 2 округи: Псекупський (10 волостей, центр аул Тахтамукай) і Фарський (9 волостей, центр аул Хакурінохабль). З 2 червня 1924 Адигейська (Черкеська) АО у складі Південно-Східної області, з 16 жовтня 1924 року — у складі Північно-Кавказького краю.
5 серпня 1924 замість ліквідованих округів і волостей область була розділена на 5 районів.
3 серпня 1928 Адигейська (Черкеська) АО була перейменована в Адигейську автономну область.

## Населення

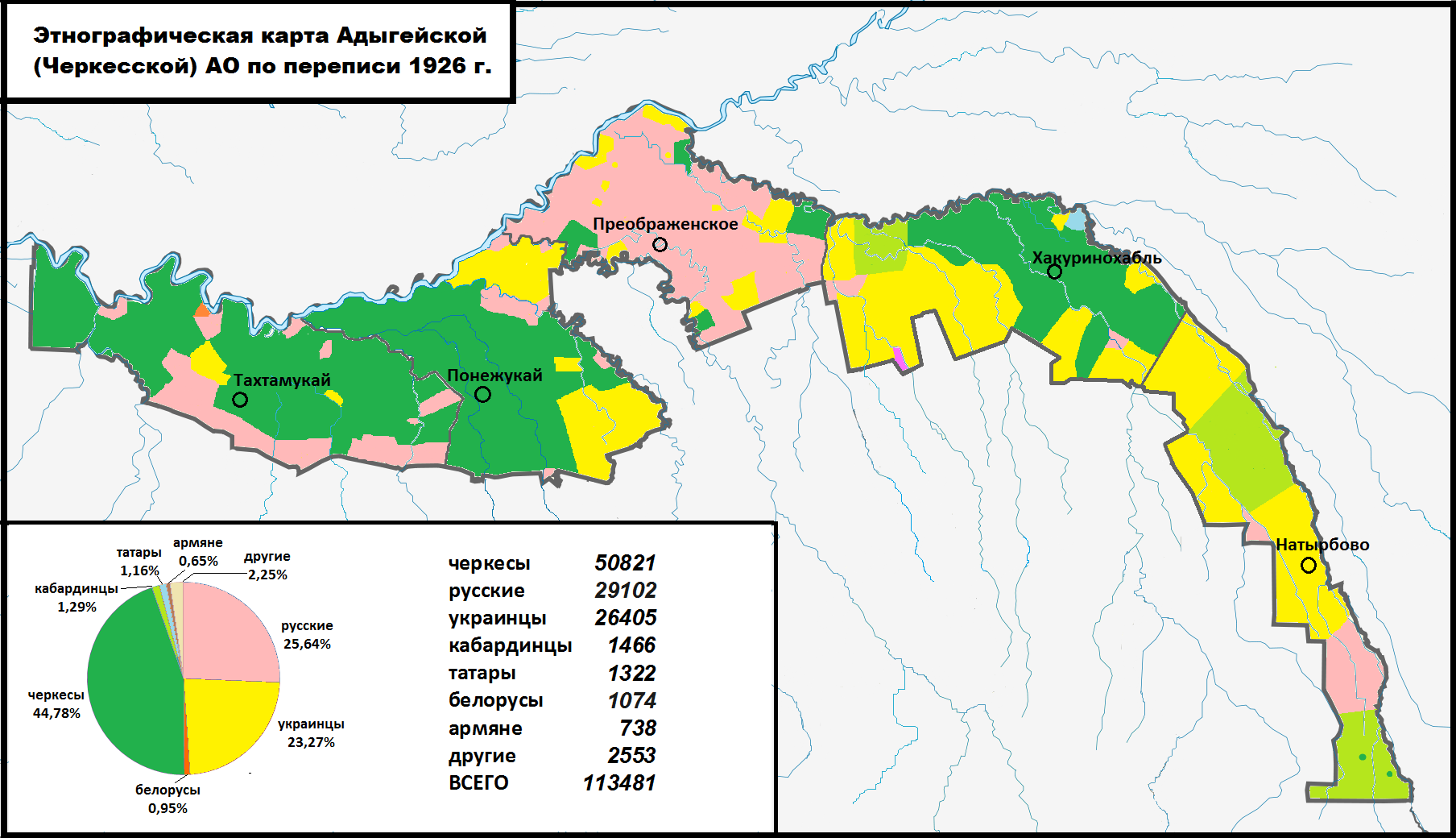
Етнографічна мапа Адигейської (Черкеської) АО на 1926

За підсумками всесоюзного перепису населення 1926 року населення автономної області склало 113 481 осіб.
Національний склад населення розподілявся так:
| Національність  | Населення, осіб | Кіл-сть % |
| --------------- | --------------- | --------- |
| Адиги (черкеси) | 50 821          | 44,8      |
| Росіяни         | 29 102          | 25,6      |
| Українці        | 26 405          | 23,3      |
| Кабардинці      | 1 466           | 1,3       |
| Татари          | 1 322           | 1,2       |

## Адміністративний поділ

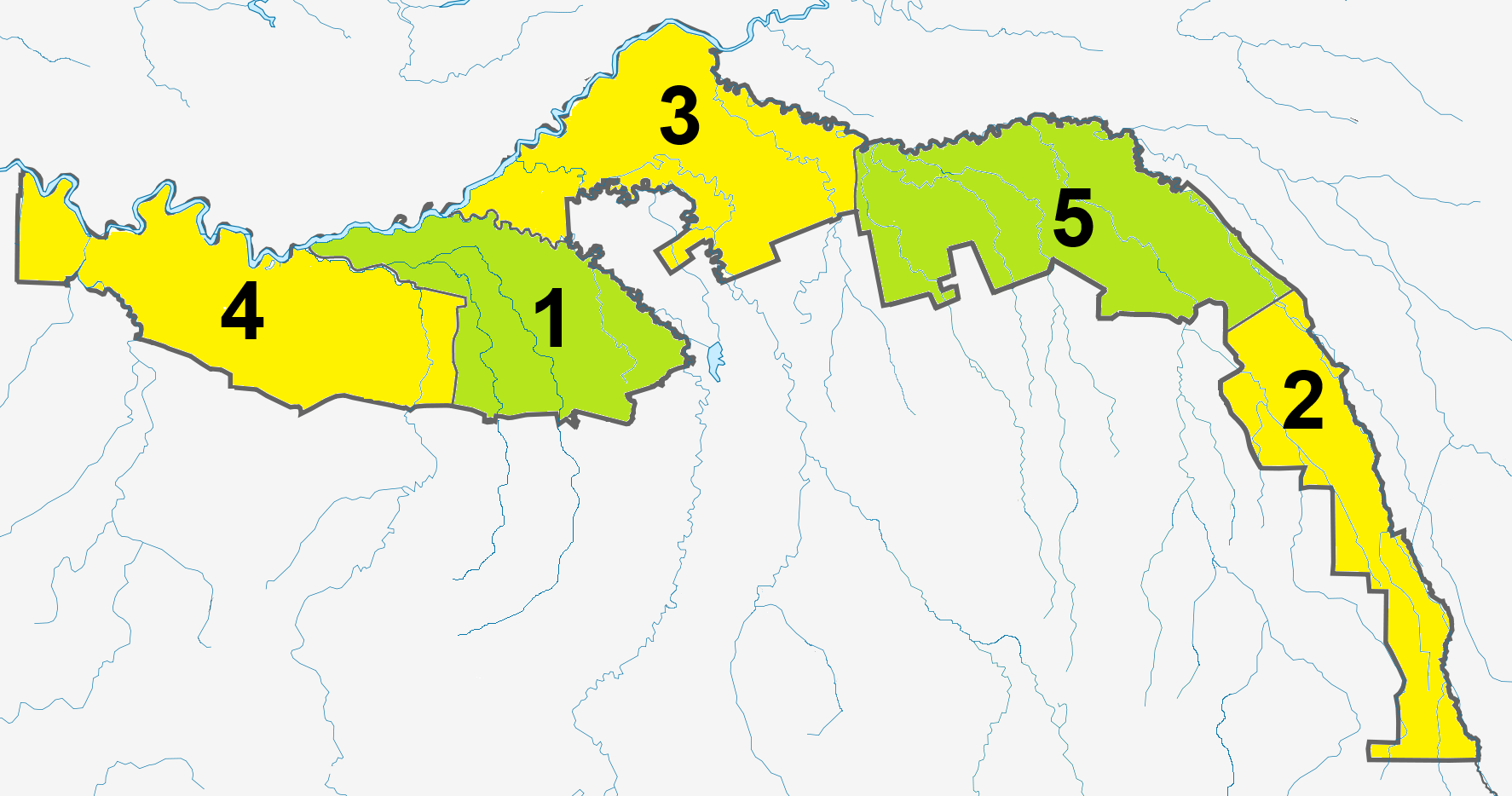
АТП Адигеї на 1926

У 1925 до складу області входило 5 районів:
1. Понежукайський — аул Понежукай;
2. Натирбовський — село Натирбово;
3. Преображенський — село Преображенське;
4. Тахтамукайський — аул Тахтамукай;
5. Хакуринохабльский — аул Хакуринохабль.

## Ресурси Інтернету
- Адыгейская автономная область[недоступне посилання з червня 2019]
- Карта Адыгейской Черкесской автономной области 1922 года [Архівовано 24 травня 2015 у Wayback Machine.]
- Карта Административного деления Адыгейской области 1930 года [Архівовано 24 травня 2015 у Wayback Machine.]
- Карта Адыгейской Автономной Области Северо-Кавказского Края 1931 года [Архівовано 24 травня 2015 у Wayback Machine.]